# Aegle (botanica)
Aegle Corrêa, 1800 è un genere di piante della famiglia delle Rutacee (sottofamiglia Aurantioideae).

## Tassonomia
Il genere comprende le seguenti specie:
- Aegle decandra Fern.-Vill.
- Aegle marmelos (L.) Corrêa